# Smerinthus cerisyi
Smerinthus cerisyi là một loài bướm đêm thuộc họ Sphingidae. Loài này có ở tây nam Alaska, phần phía nam của các tỉnh Canda và các bang biên giới phía bắc của Hoa Kỳ đến phía nam vào bắc Indiana, Pennsylvania và Ohio và dọc theo bờ biển tây Hoa Kỳ đến nam California, phía đông Rocky Mountains và miền tây New Mexico phía bắc đến miền tây North Dakota. Nó cũng được ghi nhận từ Illinois tận phía nam đến Missouri.
Sải cánh dài khoảng 95 mm. Loài này tìm thấy chủ yếu vào mùa hè.

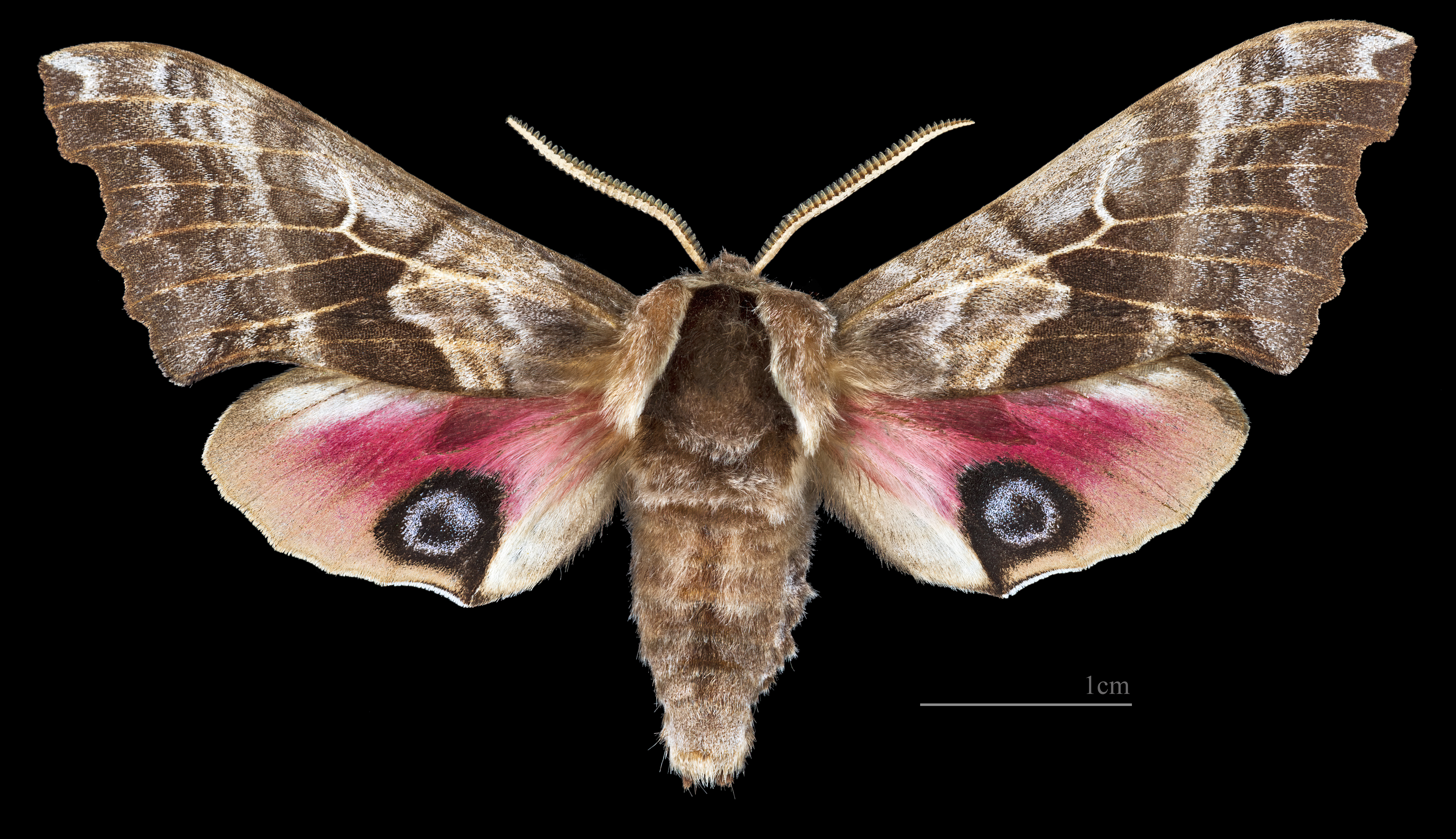
Smerinthus cerisyi ♂
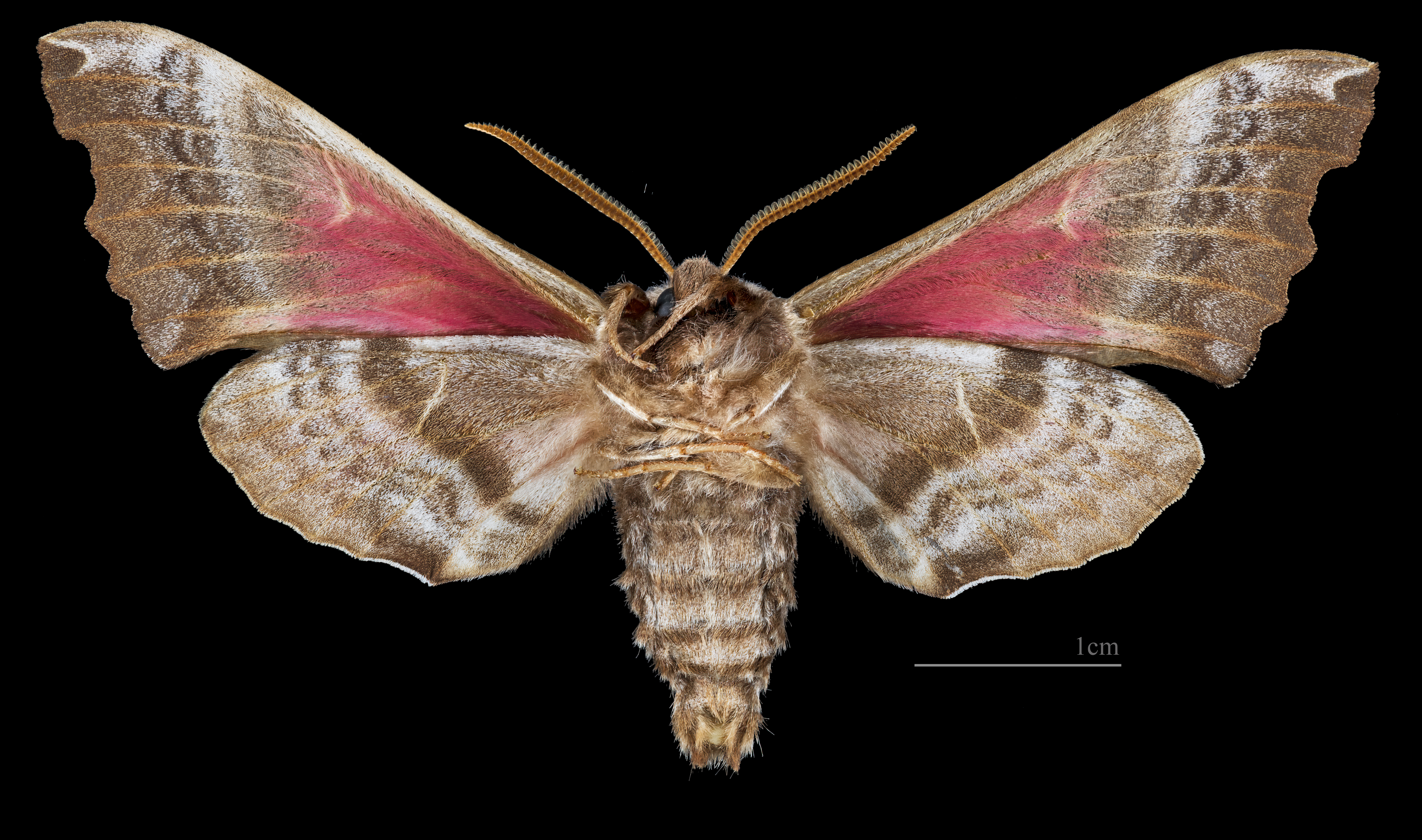
Smerinthus cerisyi ♂  △

Ấu trùng ăn Willow (Salix) and Poplar (Populus).

## Hình ảnh

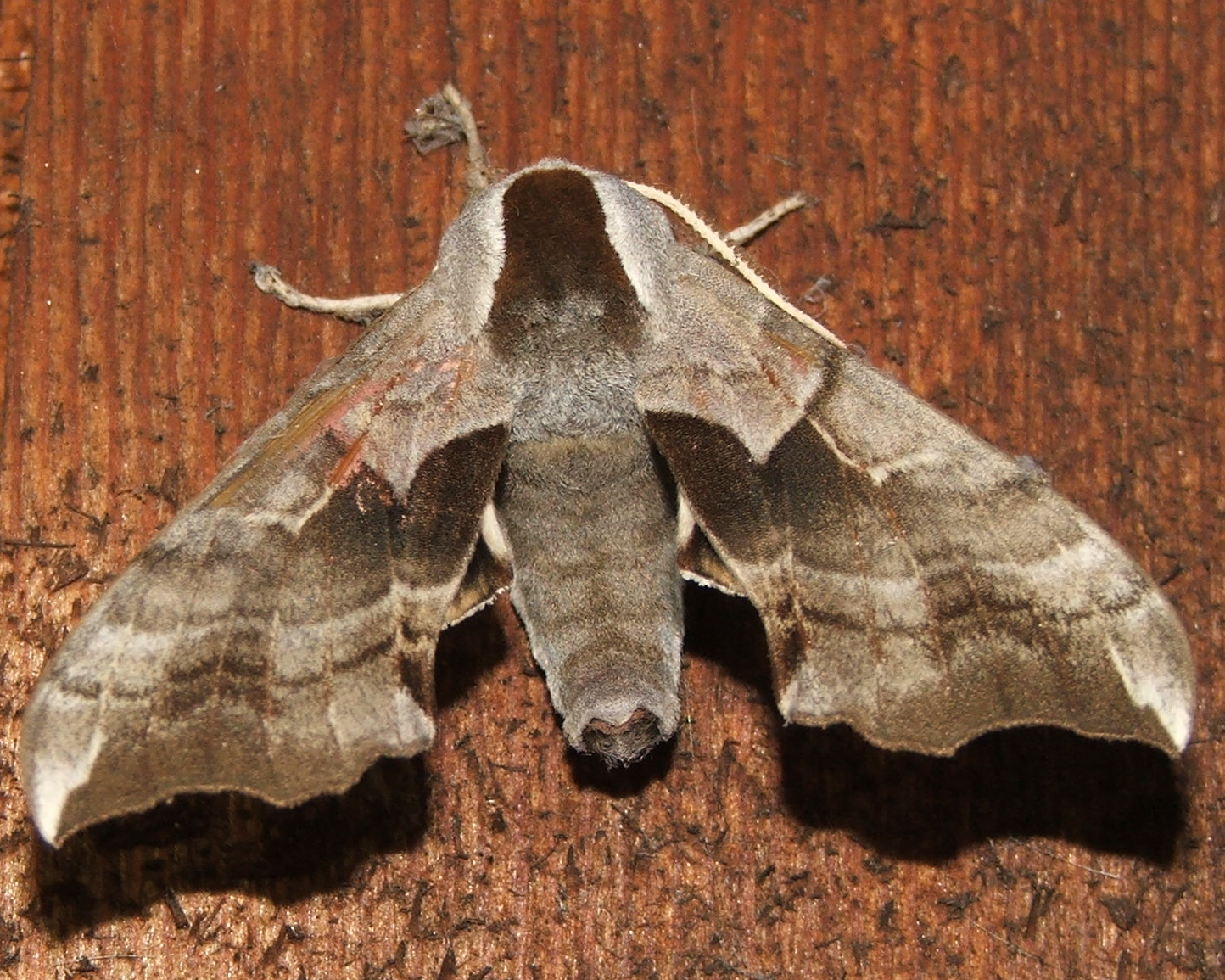
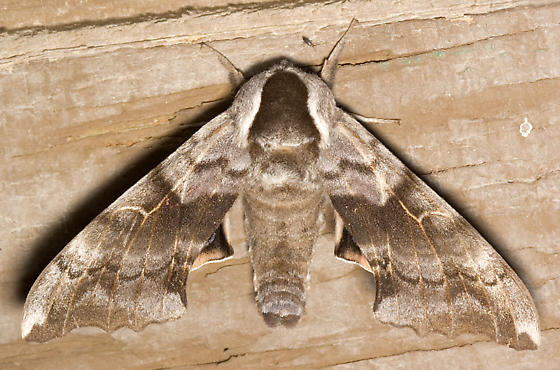